# Církev ve Walesu
Církev ve Walesu (anglicky: Church in Wales, walesky: Yr Eglwys yng Nghymru) je anglikánská církev a největší církev ve Walesu. Tvoří ji šest diecézí. V roce 2016 měla 45 759 členů.
Wales byl před reformací katolickou zemí. Církev ve Walesu se teologicky hlásí k anglikánství a k anglické reformaci. Je členkou Anglikánského svazu církví. Na rozdíl od Anglikánské církve v Anglii tato církev není ve Walesu oficiálně státní církví.

## Struktura anglikánské církve ve Walesu

Mapa diecezí velšské církve

- Arcibiskup velšský nemá pevné sídlo, je volen ze šesti sídleních biskupů Walesu:
  - Diecéze Bangor
  - Diecéze St Asaph
  - Diecéze St Davids
  - Diecéze Llandaff
  - Diecéze Monmouth
  - Diecéze Swansea a Brecon